# دارچستر (تگزاس)
دارچستر، تگزاس (به انگلیسی: Dorchester, Texas) در ایالات متحده آمریکا با جمعیت ۱۰۹ نفر است که در تگزاس واقع شده‌است.

## موقعیت جغرافیایی
موقعیت جغرافیایی شهرها و مناطق اطراف به شرح زیر است: